# Украина (футбольный клуб)
«Украина» Львов — польский футбольный клуб, представлявший город Львов. Основан в 1911 году, существовал до сентября 1939 года.

## История

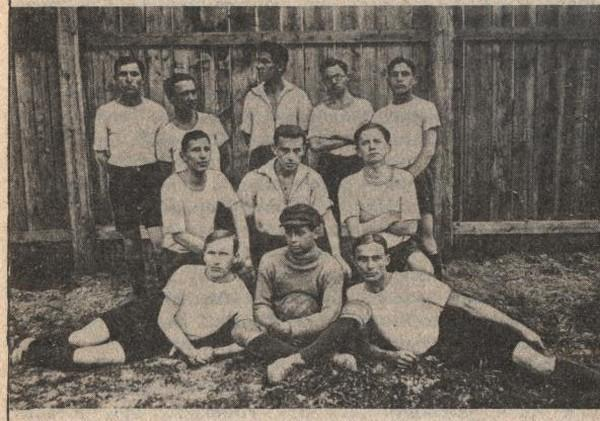
«Украина» (Львов). 1923 год

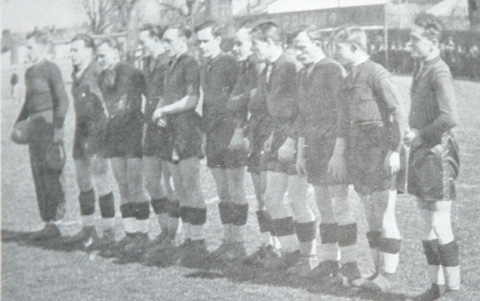
«Украина» (Львов). 1936 год

В мае 1904 года по инициативе украинских учеников «I Академической Гимназии» в Львове, был организован клуб, получивший название «Украинский спортивный кружок» (УСК). В начале существования деятельность клуба была ограничена только организацией показательных матчей и встреч.
На базе клуба в 1911 году по инициативе профессора Ивана Боберского, который раннее был учителем физкультуры в украинской средней школе в Пшемысле, было основано Спортивное общество «Украина». В течение первых трёх лет существования «Украина» играла в основном с другими этническими украинцами, в 1914 году во время Первой мировой войны клуб прекратил свою деятельность.
Украина вернулась в 1921 году, а в 1928 году клуб стал членом Польской футбольной ассоциации.
30 сентября 1925 года с целью улучшения польско-еврейско-украинских отношений, после 11-летнего перерыва, состоялся первый официальный матч польского еврейского клуба («Хасмонея») с украинским, в котором «Украина» проиграла 1:4.
Команда играла на первенстве Львова. В 1930-х годах «Украина» была одним из сильнейших футбольных команд в юго-восточной Польше. Один из игроков Александр Скоцень после Второй мировой войны отправился во Францию, играл за «Ниццу».
Клуб 12 сезонов (1928 - 1940) выступал в польской окружной лиге Львов - Класс A: разыграл 182 матчей, набрал 199 очков, разница мячей 433-351.
Свой последний матч команда сыграла 27 августа 1939 году, против клуба «Погонь» Львов.
Когда во Львов пришли советские войска в киевского «Динамо» были приглашены львовские футболисты - Казимеж Гурски, Михал Матиас, Александр Скоцень.
В 1942 году клуб был восстановлен в оккупированном немецкими солдатами Львове, в том же году стал чемпионом Галичины. Во время немецкой оккупации 1942 - 1944 лет участвовал в чемпионате Галичины. В августе 1944 года, когда пришли советские войска, клуб был расформирован и прекратил существование. Коммунистическая власть принесла свои общества - «Динамо», «Спартак», «Локомотив», «Пищевик». После войны начались аресты и лагеря. Известные львовские футболисты - игрок сборной Польши Вацлав Кухар (при советской власти был тренером местного «Спартака») и Александр Скоцень - были под угрозой ссылки в Сибирь. Вацлав Кухар, Казимеж Гурски и Михал Матиас выехали в Польшу, где продолжили свои выступления. Александр Скоцень выехал во Францию, где играл в клубе «Ницца». От рук НКВД погибли молодые талантливые футболисты «Украина Львов» Петр Гнура, Богдан Кузьма и Евстахий Тихолиз. В тюрьме в Дрогобыче был казнен известный дрогобычский футболист и тренер К. Кицила.

## Титулы и достижения
- Чемпионат Галиции: чемпион (1): 1942